# Сорока Микола Іванович (секретар обкому)
Микола Іванович Сорока (1909, село Братське, тепер смт. Миколаївської області — ?) — радянський державний діяч, 1-й секретар Горно-Алтайського обласного комітету КПРС. Депутат Верховної ради СРСР 3—4-го скликань.

## Життєпис
Народився в бідній селянській родині. Закінчив семирічну шкоолу.
Член ВКП(б). Закінчив Вищу школу пропагандистів при ЦК ВКП(б).
У 1940—1942 роках — 1-й секретар Усть-Коксинського районного комітету ВКП(б) Ойротської автономної області.
У 1942—1946 роках — секретар Ойротського обласного комітету ВКП(б) із кадрів; 2-й секретар Ойротського обласного комітету ВКП(б).
У 1946—1949 роках — слухач Вищої партійної школи при ЦК ВКП(б).
У 1949 — березні 1950 року — заступник завідувача сільськогосподарського відділу Алтайського крайового комітету ВКП(б).
У березні 1950 — березні 1955 року — 1-й секретар Горно-Алтайського обласного комітету КПРС.
З березня 1955 року — заступник голови виконавчого комітету Алтайської крайової ради депуатів трудящих.
Подальша доля невідома.

## Нагороди
- орден Трудового Червоного Прапора
- медалі